# Cañada Rosal
Cañada Rosal település Spanyolországban, Sevilla tartományban. Cañada Rosal Écija, La Luisiana és Palma del Río községekkel határos. Lakosainak száma 3410 fő (2024).

## Népesség
A település népessége az elmúlt években az alábbi módon változott:
| Lakosok száma | 3018 | 3059 | 3122 | 3198 | 3272 | 3288 | 3307 | 3320 | 3379 | 3410 |
|               | 2001 | 2004 | 2007 | 2009 | 2012 | 2014 | 2017 | 2019 | 2022 | 2024 |